# Synodus fuscus
Synodus fuscus är en fiskart som beskrevs av Tanaka, 1917. Synodus fuscus ingår i släktet Synodus och familjen Synodontidae. Inga underarter finns listade i Catalogue of Life.